# Filipe Brigues
Filipe Manuel Nunes Brigues (Alcácer do Sal, 24 luglio 1990) è un calciatore portoghese, difensore svincolato.

## Caratteristiche tecniche
Filipe Brigues è un terzino destro con propensione difensiva rispetto a quella offensiva. 

## Carriera
Nato ad Alcácer do Sal, nel distretto di Setúbal, Brigues è entrato a far parte del sistema giovanile locale del Vitória FC all'età di 10 anni. Il 19 aprile ha fatto la sua prima di tre presenze in Primeira Liga con il club, entrando come sostituto a metà tempo nel 0-4 subito contro il Benfica.
Successivamente Brigues ha gareggiato esclusivamente nella terza divisione per sette anni. Il 28enne è tornato nella massima serie per la stagione 2018-19, firmando un contratto biennale con il Chaves. Nel 2019 si trasferisce, invece, nella compagine dell'Olhanense.